# Andrea Dovizioso
Andrea Dovizioso (* 23. března 1986 Forlimpopoli) je italský motocyklový závodník, člen týmu Ducati.
V roce 2000 vyhrál Aprilia Challenge a o rok později mistrovství světa silničních motocyklů v kubatuře do 125 cm³. Od roku 2001 se účastní mistrovství světa silničních motocyklů a překročil hranici tří set absolvovaných velkých cen, z nichž 22 vyhrál. V roce 2004 se stal na stroji Honda mistrem světa do 125 cm³. Je také čtyřnásobným vicemistrem světa: v letech 2006 a 2007 v kategorii do 250 cm³ a v letech 2017 a 2018 v kategorii MotoGP.
Věnuje se také automobilovému sportu, v roce 2019 oznámil, že se chystá startovat v seriálu Deutsche Tourenwagen-Meisterschaft.
V roce 2004 obdržel ocenění Collare d'oro al merito sportivo.

## Výsledky
| Rok    | Třída  | Motocykl           | Tým            | Číslo  | Závody | Vítězství | Pódiová umístění | Pole positions | Nejrychlejší kolo | Body | Celkové umístění | Titul |
| ------ | ------ | ------------------ | -------------- | ------ | ------ | --------- | ---------------- | -------------- | ----------------- | ---- | ---------------- | ----- |
| 2001   | 125cc  | Aprilia RS 125     | Rubicone Corse | 51     | 1      | 0         | 0                | 0              | 0                 | 0    | Neklasifikován   | –     |
| 2002   | 125cc  | Honda RS125R       | Team Scot      | 34     | 16     | 0         | 0                | 0              | 0                 | 42   | 16. místo        | –     |
| 2003   | 125cc  | Honda RS125R       | Team Scot      | 34     | 16     | 0         | 4                | 1              | 0                 | 157  | 5. místo         | –     |
| 2004   | 125cc  | Honda RS125R       | Team Scot      | 34     | 16     | 5         | 11               | 8              | 3                 | 293  | 1. místo         | 1     |
| 2005   | 250cc  | Honda RS250RW      | Team Scot      | 34     | 16     | 0         | 5                | 0              | 1                 | 189  | 3. místo         | –     |
| 2006   | 250cc  | Honda RS250RW      | Team Scot      | 34     | 16     | 2         | 11               | 2              | 4                 | 272  | 2. místo         | –     |
| 2007   | 250cc  | Honda RS250RW      | Team Scot      | 34     | 17     | 2         | 10               | 2              | 3                 | 260  | 2. místo         | –     |
| 2008   | MotoGP | Honda RC212V       | JiR Team Scot  | 4      | 18     | 0         | 1                | 0              | 0                 | 174  | 5. místo         | –     |
| 2009   | MotoGP | Honda RC212V       | Repsol Honda   | 4      | 17     | 1         | 1                | 0              | 0                 | 160  | 6. místo         | –     |
| 2010   | MotoGP | Honda RC212V       | Repsol Honda   | 4      | 18     | 0         | 7                | 1              | 1                 | 206  | 5. místo         | –     |
| 2011   | MotoGP | Honda RC212V       | Repsol Honda   | 4      | 17     | 0         | 7                | 0              | 1                 | 228  | 3. místo         | –     |
| 2012   | MotoGP | Yamaha YZR-M1      | Tech 3         | 4      | 18     | 0         | 6                | 0              | 0                 | 218  | 4. místo         | –     |
| 2013   | MotoGP | Ducati Desmosedici | Ducati Corse   | 04     | 18     | 0         | 0                | 0              | 0                 | 140  | 8. místo         | –     |
| 2014   | MotoGP | Ducati Desmosedici | Ducati Corse   | 04     | 18     | 0         | 2                | 1              | 0                 | 187  | 5. místo         | –     |
| 2015   | MotoGP | Ducati Desmosedici | Ducati Corse   | 04     | 18     | 0         | 5                | 1              | 0                 | 162  | 7. místo         | –     |
| 2016   | MotoGP | Ducati Desmosedici | Ducati Corse   | 04     | 18     | 1         | 5                | 2              | 1                 | 171  | 5. místo         | –     |
| 2017   | MotoGP | Ducati Desmosedici | Ducati Corse   | 04     | 18     | 6         | 8                | 0              | 2                 | 261  | 2. místo         | –     |
| 2018   | MotoGP | Ducati Desmosedici | Ducati Corse   | 04     | 18     | 4         | 9                | 2              | 5                 | 245  | 2. místo         | –     |
| 2019   | MotoGP | Ducati Desmosedici | Ducati Corse   | 04     | 9      | 1         | 4                | 0              | 0                 | 127* |                  | –     |
| Celkem | Celkem | Celkem             | Celkem         | Celkem | 303    | 22        | 96               | 20             | 21                | 3492 |                  | 1     |